# Michaela Gerg-Leitner
Pour les articles homonymes, voir Gerg.
Michaela Gerg-Leitner, née le 10 novembre 1965 à Bad Tölz, est une ancienne skieuse alpine allemande.

## Palmarès

### Jeux olympiques
| Épreuve / Édition | Calgary 1988 | Albertville 1992 | Lillehammer 1994 |
| Descente          | 13e          | 18e              | -                |
| Super-G           | 10e          | 7e               | 31e              |

### Championnats du monde
| Épreuve / Édition | Bormio 1985 | Crans Montana 1987 | Vail 1989 | Saalbach 1991 |
| Descente          | -           | 8e                 | 6e        | 11e           |
| Super-G           | -           | 8e                 | Bronze    | 8e            |
| Géant             | 14e         | 10e                | -         | 14e           |
| Combiné           | 13e         | -                  | -         | -             |

### Coupe du monde
- Meilleur résultat au classement général : 3e en 1990
  - 4 victoires : 3 descentes et 1 géant
  - 24 podiums

#### Différents classements en coupe du monde
| Saison / Épreuve | Saison / Épreuve | Général | Général | Descente | Descente | Slalom | Slalom | Géant  | Géant  | Super G | Super G | Combiné | Combiné |
| ---------------- | ---------------- | ------- | ------- | -------- | -------- | ------ | ------ | ------ | ------ | ------- | ------- | ------- | ------- |
| Saison / Épreuve | Saison / Épreuve | Class.  | Points  | Class.   | Points   | Class. | Points | Class. | Points | Class.  | Points  | Class.  | Points  |
| 1981             | 1981             | 46e     | 17      | -        | -        | -      | -      | 20e    | 13     | -       | -       | 22e     | 4       |
| 1982             | 1982             | 66e     | 7       | -        | -        | -      | -      | 38e    | 2      | -       | -       | 26e     | 3       |
| 1983             | 1983             | 15e     | 70      | 16e      | 26       | 35e    | 3      | 18e    | 23     | -       | -       | 12e     | 20      |
| 1984             | 1984             | 33e     | 36      | 40e      | 2        | -      | -      | 26e    | 11     | -       | -       | 14e     | 23      |
| 1985             | 1985             | 18e     | 70      | 21e      | 18       | -      | -      | 14e    | 43     | -       | -       | 9e      | 15      |
| 1986             | 1986             | 10e     | 151     | 7e       | 48       | -      | -      | 9e     | 41     | 5e      | 37      | 7e      | 25      |
| 1987             | 1987             | 13e     | 109     | 11e      | 27       | -      | -      | 7e     | 48     | 7e      | 43      | -       | -       |
| 1988             | 1988             | 14e     | 84      | 18e      | 24       | -      | -      | 16e    | 16     | 7e      | 32      | 8e      | 12      |
| 1989             | 1989             | 8e      | 148     | 3e       | 91       | -      | -      | 8e     | 34     | 8e      | 23      | -       | -       |
| 1990             | 1990             | 3e      | 270     | 3e       | 105      | 25e    | 7      | 8e     | 47     | 2e      | 79      | 2e      | 32      |
| 1991             | 1991             | 9e      | 94      | 17e      | 23       | -      | -      | 27e    | 6      | 3e      | 44      | 5e      | 21      |
| 1992             | 1992             | 17e     | 449     | 9e       | 216      | -      | -      | 19e    | 115    | 17e     | 118     | -       | -       |
| 1993             | 1993             | 43e     | 158     | 30e      | 60       | -      | -      | 22e    | 62     | 27e     | 36      | -       | -       |
| 1994             | 1994             | 48e     | 156     | 36e      | 141      | -      | -      | 22e    | 83     | 33e     | 32      | -       | -       |
| 1995             | 1995             | 11e     | 532     | 7e       | 262      | -      | -      | 18e    | 112    | 11e     | 158     | -       | -       |
| 1996             | 1996             | 45e     | 177     | 19e      | 83       | -      | -      | 31e    | 28     | 21e     | 66      | -       | -       |

#### Détails des victoires
| Épreuve / Édition | Descente             | Géant     | Total |
| 1986              | Val d'Isère I        | -         | 1     |
| 1987              | -                    | Park City | 1     |
| 1990              | Las Lenas            | -         | 1     |
| 1995              | Cortina d'Ampezzo II | -         | 1     |
| Total             | 3                    | 1         | 4     |

## Championnats du monde juniors
Michaela Gerg participe aux deux premières éditions des championnats du monde juniors, à Auron en 1982 et à Sestrières en 1983. Elle est titrée les deux fois en slalom géant. Certaines sources lui attribue également le titre de combiné en 1983  (jusqu'en 2013 le combiné n'est pas une épreuve à part mais la combinaison des trois autres épreuves : descente, slalom géant et slalom), mais la Fédération internationale de ski n'établit officiellement pas de classement du combiné pour ces mondiaux.
| Épreuve / Édition | Auron 1982 | Sestrières 1983 |
| Descente          | 11e        | Argent          |
| Géant             | Or         | Or              |
| Slalom            | -          | 10e             |

## Arlberg-Kandahar
- Meilleur résultat : 5e place dans le combiné 1983-84 à Val-d'Isère/Sestrières